# Inno
L'inno (in greco antico: ὕμνος?, hýmnos) è una composizione poetica, in genere abbinata alla musica, di forma strofica e di argomento elevato: patriottico, mitologico, religioso. Le raccolte di inni vengono dette innari e sono molto diffuse all'interno della liturgia e della preghiera cristiane.
Nell'antichità l'inno era soprattutto un componimento di carattere religioso dedicato alla divinità e alla sua glorificazione. Si sviluppò dapprima nel Vicino Oriente (Inni Hurriti) e in seguito nella civiltà greca: un po' meno in quella romana, dove fu per lo più elaborato sotto forma di componimento in esametri.
L'inno assunse dignità letteraria tra l'VIII e il VI secolo a.C. con gli Inni omerici e venne in seguito sviluppato e variato metricamente da alcuni poeti come Pindaro, Bacchilide e Alceo. 
Nell'innografia cristiana gli inni erano formati da strofe che venivano cantate, accompagnate o meno da strumenti musicali.
Nell'età moderna l'inno ha assunto carattere politico oltre che sacro nei componimenti poetici di Foscolo, Monti, Leopardi, Manzoni con gli Inni sacri, e Carducci (Brindisi).
Il metro dell'inno deriva da quello della canzonetta, formata da strofe brevi con un ultimo verso tronco.

## Nell'antichità
Inni religiosi si trovano in molte culture dell'antichità, tra cui l'Inno al Sole, attribuito al faraone Akhenaton nel contesto dell'antica religione egiziana; i Veda della civiltà religiosa vedica e i Salmi della religione ebraica.
La tradizione occidentale si può far risalire agli Inni omerici, una raccolta di antichi inni greci, i primi dei quali composti attorno al settimo secolo a.C., in lode delle divinità dell'antica Grecia. Del terzo secolo a.C. vi è una raccolta di sei inni letterari (Ὕμνοι) del poeta alessandrino Callimaco.

## Innografia greca antica
Nell'antichità esistevano due accezioni diverse del termine "ὕμνος": l'accezione più antica, che sopravvisse per molti secoli arrivando fino all'epoca imperiale, era quella generica di "poema cantato"; l'accezione platonica, che arrivò anch'essa fino all'età tardo-antica, era quella specifica di "canto in lode degli dei".
In epoca arcaica il termine "ὕμνος" significava semplicemente "canto", quindi indicava i canti simposiali, i canti processionali, i poemi trenodici e i proemi epici (l'esempio più noto di questi ultimi è costituito dai cosiddetti Inni omerici).
Il primo a distinguere tra "inni" ("canti in onore degli dei") ed "encomi" ("canti in onore dei mortali") fu Platone; questa divisione fu seguita dagli alessandrini, che distinguevano gli inni dai peani e dai ditirambi, e poi da Proclo, che considerava come "inni" i canti in lode degli dei eseguiti attorno all'altare coll'accompagnamento della cetra e il coro che resta "immobile" (forse accennando qualche passo di danza, secondo l'interpretazione di Bernardini) attorno all'altare.
La distinzione di Platone, però, non entrò nell'uso comune del dialetto attico, che probabilmente mantenne l'accezione generica di "ὕμνος", come testimoniato da Giulio Polluce.
Dal punto di vista religioso ci sono due definizioni di "ὕμνος": l’Etymologicum Gudianum lo definisce "un discorso (λόγος) che celebra una divinità combinando preghiera (εὐχή) e lode (ἔπαινος)"; uno scoliasta a Dionisio Trace, similmente, parla di "un poema (ποιήμα) che contiene lodi degli dèi e degli eroi, assieme alla gratitudine (εὐχαριστία)". La differenza tra le due definizioni sta nel fatto che la seconda specifica che si tratta di una forma poetica, che può lodare anche gli eroi e che esprime la gratitudine del devoto.
Secondo la classificazione di Menandro Retore (III/IV secolo d.C.), gli inni (intesi come composizioni encomiastiche in lode degli dei) potevano essere distinti a seconda della divinità invocata o a seconda del loro stile e del loro contenuto.
In base alla divinità si distinguevano:
- peani e iparchemi: in onore di Apollo;
- ditirambi e iobacchi: in onore di Dioniso;
- inni erotici: in onore di Afrodite;
- inni (genericamente): in onore degli altri dei.

In base allo stile e al contenuto si distinguevano:
- inni cletici: contenenti un'invocazione alla divinità;
- inni apopemptici: contenenti uno scongiuro o un'espiazione;
- inni scientifici: riguardanti fenomeni naturali;
- inni mitici: contenenti dei miti e delle allegorie;
- inni genealogici: contenenti la genealogia della divinità (ricostruita in base alle teogonie scritte nei secoli precedenti);
- inni fittizi: in essi la voce narrante è una divinità, un demone o un'entità immaginaria;
- inni supplicatori: contenenti delle preghiere alla divinità;
- inni deprecatori: contenenti delle richieste alla divinità affinché qualcosa non accada.

Secondo Menandro "nessun inno agli dei può esistere all'infuori di queste categorie".

## Innografia cristiana
A partire dalle prime comunità cristiane, l'inno è stato un canto che ha goduto di molta popolarità. Per questo motivo molti autori si sono cimentati nella composizione: per la facilità con cui si riusciva a trasmettere l'insegnamento dei principi dottrinali e spesso anche di quelli eretici.

Queste composizioni però hanno trovato difficoltà ad entrare nelle celebrazioni liturgiche a causa della loro composizione non scritturistica, specialmente nella Roma ufficiale, dove sono entrati solo dopo il XIII secolo.
Ambrogio è considerato il padre dell'innodia latina. Ha composto numerosi inni e se ne è servito nella lotta contro le eresie. La semplicità del metro ha riscosso a suo tempo un successo rilevante. In particolare nei suoi inni, scritti in metri classici, si riscontrano in certi passaggi alcune tra le più antiche rime della letteratura occidentale, rendendo tali testi di enorme importanza per l'evoluzione della lingua e della letteratura.  Anche il "romano" Benedetto ha accolto gli inni ambrosiani, oltre che il Te Deum e il Te decet laus della liturgia orientale, e li ha introdotti nella preghiera della sua comunità.
Durante la rinascita carolingia molti inni sono stati composti secondo i metri classici di Orazio. Curiosamente nei manoscritti medievali, è sulle strofe delle Odi che compaiono i primi neumi della notazione gregoriana.
Spesso non si conoscono gli autori di queste composizioni, la tradizione ci tramanda però i nomi, oltre che di Ambrogio anche di Cesario di Arles di tradizione gallicana e del suo successore Aureliano, la produzione italica conosce Ennodio di Pavia, Venanzio Fortunato, il monaco Pietro Diacono, Adenolfo di Capua ed Alfano di Salerno. Uno dei più grandi innografi medievali fu Pietro Abelardo di cui ci rimane un intero innario, cinque inni eucaristici di probabile attribuzione a san Tommaso d'Aquino.  Si conoscono anche le ingenti produzioni femminili della badessa Ildegarda di Bingen, ma purtroppo quelle di Errada di Landsberg-Hohenburg sono andate quasi tutte perse.
Gli inni nella tradizione liturgica cristiana sono suddivisi in due filoni: quelli in prosa e quelli in versi.
Sull'importanza della preghiera cantata è celebre la frase di Agostino da Ippona nei discorsi al popolo di Cartagine (anno 413-414) tradotti in italiano come Esposizioni sui Salmi: «Testamento nuovo, cantico nuovo. Nel vecchio Testamento c'erano delle promesse temporali e terrene: e chiunque ama le cose terrene canta il cantico vecchio. Chi vuol cantare il cantico nuovo deve amare i beni eterni.[...]  Se cantiamo in coro dobbiamo cantare d'accordo. Quando si canta in coro, anche una sola voce stonata ferisce l'uditore e mette confusione nel coro stesso. Se la voce di uno che canta in maniera inopportuna disturba l'accordo dei cantanti, non disturberà l'eresia con le sue stonature l'accordo delle voci che lodano Dio?».

### Gli inni in prosa
Gli inni in prosa hanno goduto da sempre un considerevole successo nell'oriente cristiano. A partire da Sant'Efrem la composizione non si è mai interrotta.
Sono componimenti poetici privi di regolari forme di versificazione.

### Gli inni in versi
L'inno introduce ogni sessione della liturgia delle ore nel rito riformato di Paolo VI.
Sono composizioni poetiche, dal punto di vista musicale sono costituiti da un unico schema melodico che intona tutte le strofe.